# Joanna Orleańska
Joanna Orleańska, z domu Pierzak (ur. 5 lipca 1974 w Bytomiu) – polska aktorka teatralna i filmowa, prezenterka telewizyjna.

## Kariera
W 1997 ukończyła studia na PWST we Wrocławiu. Jest aktorką Teatru Studio w Warszawie. Znana szerzej z roli Alinki w filmie Macieja Ślesickiego Show oraz serialu telewizyjnego Złotopolscy. W 1999 prowadziła program "W czterech kątach" emitowany na antenie TVP2. W 2008 zagrała rolę w filmie Magdaleny Piekorz Senność. Od 5 do 26 września 2014 brała udział w drugiej emitowanej przez telewizję Polsat edycji programu Dancing with the Stars. Taniec z gwiazdami. Jej partnerem tanecznym był Przemysław Modrzyński. Z programu odpadli w czwartym odcinku, zajmując 9. miejsce.

## Życie prywatne
Ma  ojca, który z zawodu jest archeologiem i brata Artura. W czerwcu 1999 wyszła za mąż za aktora Pawła Orleańskiego, którego poznała na pierwszym roku studiów aktorskich. Mają córkę Antoninę (ur. listopad 2006). W dziesiątą rocznicę ślubu przyjęła nazwisko męża.

## Filmografia
- 1996: Słodko gorzki – jako Luśka
- 1997: Lata i dni – jako Marysia
- 1998: Historia kina w Popielawach – jako Chanutka I
- 1998: Życie jak poker – jako Marysia Połczyńska
- 1998–2010: Złotopolscy – jako Joasia Jęczydło
- 1999: Policjanci – jako Luiza (odc. 6)
- 1999: Pierwszy milion – jako Pynia
- 2000–2005: Świat według Kiepskich – jako dziennikarka (odc. 61, 73, 212, 232 i 233)
- 2000–2001: Miasteczko
- 2000: Nie ma zmiłuj – jako kasjerka w sklepie osiedlowym
- 2000: Pierwszy milion – jako Pynia
- 2002: Mit dem rucken zur wand
- 2003: Show – jako Alinka, uczestniczka programu
- 2004: Czego się boją faceci, czyli seks w mniejszym mieście – jako Anna-Monika (seria II, odc. 4 i 5)
- 2004: Fala zbrodni – jako Anita Rzecka (odc. 10)
- 2004: Pierwsza miłość – jako Brygida Nowakowska
- 2004: Pręgi – jako młodsza nauczycielka
- 2005: Parę osób, mały czas – jako Agnieszka
- 2005: Biuro kryminalne – jako Ewelina Szczygieł (odc. 16)
- 2006: Pensjonat pod Różą – jako Ania (odc. 102 i 103)
- 2006: Bezmiar sprawiedliwości – jako Dorota Derecka
- 2006: Na dobre i na złe – jako Gosia (odc. 244)
- 2006: Bezmiar sprawiedliwości – jako Dorota Derecka (odc. 2 i 4)
- 2007: Faceci do wzięcia – jako doktor Agata (odc. 41, 42 i 54)
- 2008: Senność – jako Anna Wojnar, żona Roberta
- 2009: Zwerbowana miłość – jako Anna
- 2009: Huśtawka – jako Anna, żona Michała
- 2010: Trzy minuty. 21:37 – jako aktorka
- 2010–2011: Licencja na wychowanie – jako Weronika Leszczyńska
- 2010–2012: Szpilki na Giewoncie – jako Diana Sroka
- 2012: Galeria – jako Róża Kossowska
- 2012: Ja to mam szczęście! – jako matka Stanisława (odc. 24)
- 2012: Sęp – jako matka Olka
- 2012: Ojciec Mateusz – jako Jagoda Michalska (odc. 108)
- 2013: Ostatnie piętro – jako żona Derczyńskiego
- 2013: Komisarz Alex – jako Agata Roguska (odc. 30)
- 2013: Prawo Agaty – jako Urszula Czerwińska (odc. 40)
- 2013: To nie koniec świata – jako Zoja
- 2014: M jak miłość – jako Beata Lubińska
- 2015: Przypadki Cezarego P. – jako Agata, sąsiadka Cezarego
- 2016: 7 rzeczy, których nie wiecie o facetach – jako mama Szymka
- 2016: Belfer – jako Bożena Kaczmarek, matka Oli (odc. 10)
- 2017: Niania w wielkim mieście – jako Paulina Bednarska (odc. 7)
- 2019: Komisarz Alex – jako Eliza Huber (odc. 160)
- 2021–2022: Kowalscy kontra Kowalscy – jako Milana Wołodyjowska, żona Hamleta, matka Eli
- od 2021: Leśniczówka – jako Emilia Izdebska